# アンヌ・ジュヌヴィエーヴ・ド・ブルボン＝コンデ

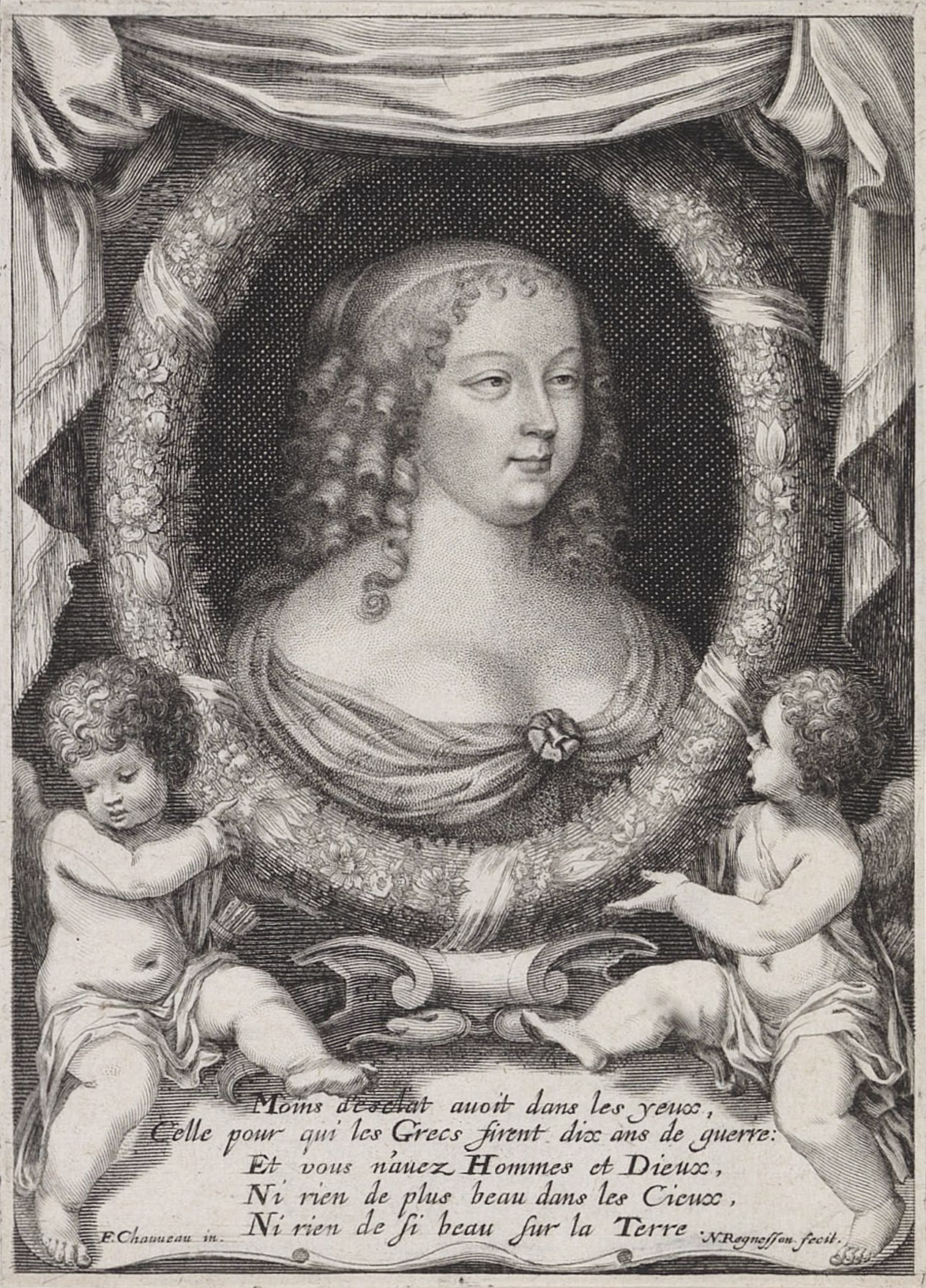
ロングヴィル公爵夫人アンヌ・ジュヌヴィエーヴ

アンヌ・ジュヌヴィエーヴ・ド・ブルボン＝コンデ （Anne Geneviève de Bourbon-Condé, 1619年8月28日 - 1679年4月5日）は、ロングヴィル公アンリ2世の妻。

## 生涯
コンデ公アンリ2世と妻シャルロットの長女としてヴァンセンヌ要塞で生まれた。当時、両親はマリー・ド・メディシスの重臣ダンクレ侯と対立し、監獄に収監されていた。弟は後に『大コンデ』と呼ばれるルイ2世、コンティ公となったアルマンである。
アンヌは、パリのカルメル会修道院で厳格な教育を受けた。幼少時、母の実弟で叔父のモンモランシー侯アンリがリシュリューとの政争に敗れ1632年に処刑されたり、母の従兄モンモランシー＝ブットヴィル伯（リュクサンブール公フランソワ・アンリの父）が処罰されたりと身内の不幸を見てきたが、彼女の両親はリシュリューと良好な関係を保ち、1635年に娘を社交界に出した。アンヌは社交界の華となり、1642年にノルマンディー知事のロングヴィル公アンリ2世と結婚した。彼はアンヌより24歳年上で再婚であり、結婚生活は不幸だった。
リシュリューの死後、父は幼いルイ14世の摂政団の長となり、弟ルイは1643年のロクロワの戦いを勝利に導くなどしたため、アンヌは政治的重要性を帯びた。1646年、宰相ジュール・マザランに抜擢されミュンスターへ向かう夫に同行した。彼女はヴェストファーレン条約締結に活躍したドイツ人外交官たちを魅了したという。
帰国後、アンヌはラ・ロシュフコー公と恋に落ち、彼は自身の栄達のためアンヌが弟たちを意のままに動かすことを望んだ。彼女は弟コンティ公を動かし、第一期のフロンドの乱の精神的指導者となり、夫アンリ2世を失望させたが、もう1人の弟コンデ公は姉に従わなかった。ラ・ロシュフコーが望む地位を手に入れ、平和が訪れてもアンヌは満足せず、第二期のフロンドの乱では、最初はコンデ公を、次にテュレンヌ元帥を操るなど暗躍した。叛乱の最後の年にはヌムール公に同行してアキテーヌにいた。ラ・ロシュフコーはアンヌを捨て元の愛人シュヴルーズ公爵夫人マリーのもとへ戻っていた。
ラ・ロシュフコーと別れ宮廷で不名誉な立場にあったアンヌは、信仰に救いを求め、ルーアン知事となった夫に同行し、そこで善行に自身を捧げた。アンヌの師となったのは、ポール・ロワイヤル史のなかで有名なアントワーヌ・サングラン師（1607年 - 1664年）であった。ノルマンディーにいた彼女がパリへ戻ってきたのは、夫の死んだ1664年だった。
ジャンセニズムに深く傾倒するようになったアンヌは、周囲をうんざりさせ、異彩を放っていた。そんな彼女をルイ14世は許し、どんなときも敬意を示した。彼女はポール・ロワイヤル派の保護者となり、尼僧として生活した。

## 子女
夫ロングヴィル公アンリ2世の子として以下の子を儲けた。
- シャルロット・ルイーズ（1644年 - 1645年）
- ジャン・ルイ（1646年 - 1694年） - 9代ロングヴィル公
- マリー・ガブリエル（1646年 - 1650年）
- シャルル・パリ（1649年 - 1672年） - 10代ロングヴィル公